# Санчуковський Олександр Олександрович
Олександр Олександрович Санчуковський (6 листопада 1940, село Георгієвка, тепер району імені Лазо Хабаровського краю, Російська Федерація — 21 лютого 2016, місто Мінськ, Білорусь) — радянський та білоруський діяч, генеральний директор Мінського виробничого об'єднання «Горизонт» Міністерства радіопромисловості СРСР. Член Центральної контрольної комісії КПРС та член Президії ЦКК КПРС у 1990—1991 роках. Кандидат економічних наук.

## Життєпис
Народився в родині військовослужбовця. Закінчив середню школу із золотою медаллю.
У 1962—1963 роках — старший технік-технолог, у 1963 році — технік-конструктор машинобудівного заводу міста Бобруйська Білоруської РСР.
З 1963 по 1966 рік — у Радянській армії. Службу завершив старшим сержантом танкових військ.
Член КПРС з 1965 року.
У 1968 році закінчив Білоруський політехнічний інститут.
У 1968—1972 роках — інженер-технолог, заступник начальника цеху, заступник головного технолога, головний технолог Мінського радіозаводу імені 50-річчя Компартії Білорусії.
У 1972—1977 роках — заступник головного інженера — головний технолог, заступник секретаря партійного комітету (парткому) Мінського виробничого об'єднання «Горизонт» Міністерства радіопромисловості СРСР.
З 1977 року — заступник завідувача відділу Мінського обласного комітету КП Білорусії.
У 1983 році закінчив Вищу партійну школу імені Карла Маркса при ЦК Соціалістичної єдиної партії Німеччини.
У 1983—1986 роках — 1-й секретар Первомайського районного комітету КП Білорусії міста Мінська.
У 1986—1995 роках — генеральний директор Мінського виробничого об'єднання «Горизонт» Міністерства радіопромисловості СРСР.
З травня 1992 року — радник із економіки голови Верховної ради Республіки Білорусь; голова Білоруського науково-промислового конгресу, віцепрезидент Білоруської науково-промислової асоціації.
Потім — на пенсії. Помер 21 лютого 2016 року в Мінську. Похований на Східному цвинтарі Мінська.

## Нагороди та відзнаки
- Державна премія СРСР (1991)
- медалі